# Марчанизе
Марчанизе (итал. Marcianise) је насеље у Италији у округу Казерта, региону Кампанија.
Према процени из 2011. у насељу је живело 40239 становника. Насеље се налази на надморској висини од 31 м.

## Становништво
| 1951.  | 1961.  | 1971.  | 1981.  | 1991.  | 2001.  | 2011.  |
| ------ | ------ | ------ | ------ | ------ | ------ | ------ |
| 21.230 | 24.485 | 28.431 | 33.310 | 35.929 | 39.876 | 40.297 |